# Chave DIP

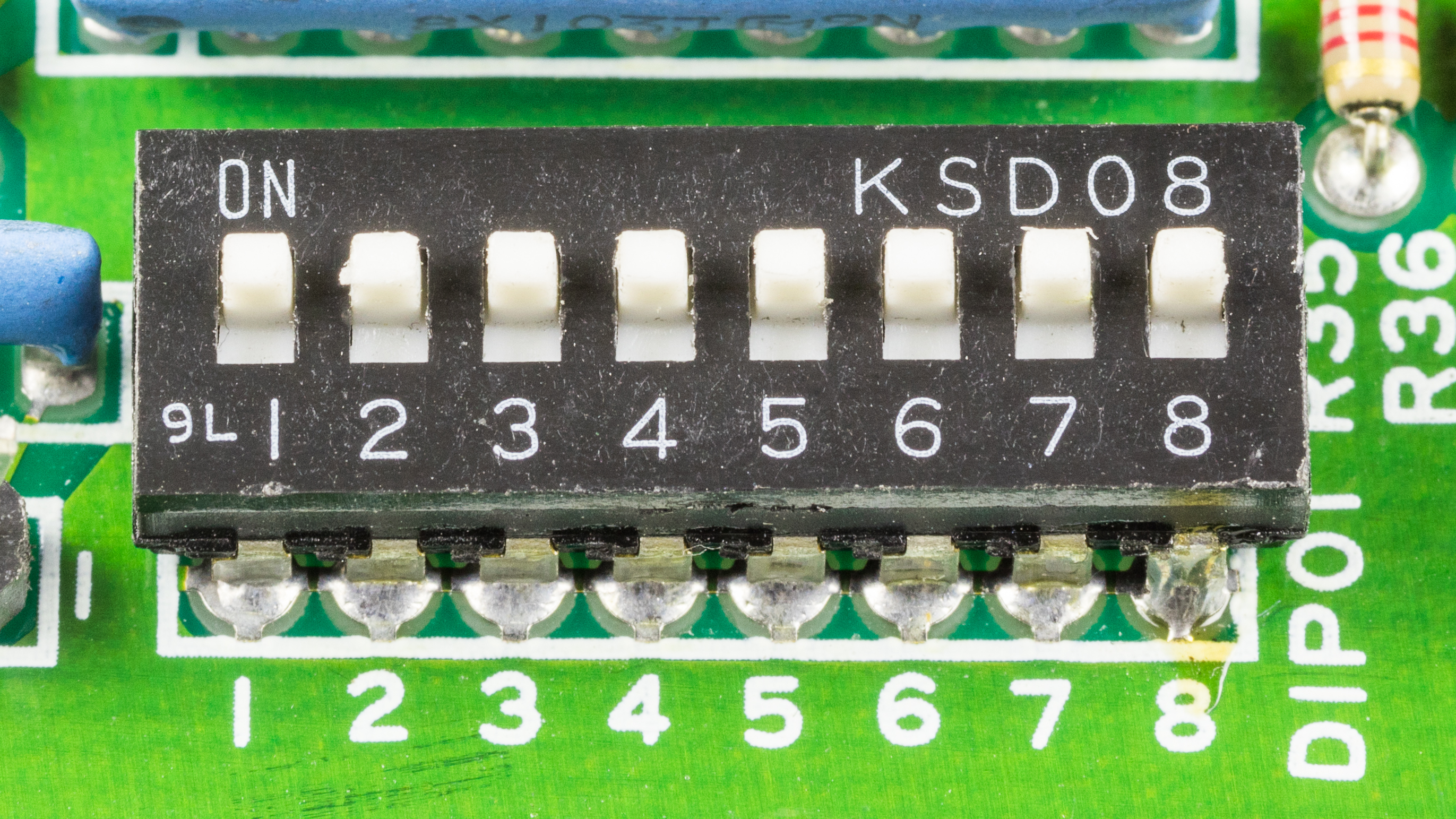

Um interruptor DIP é um interruptor eletrónico disposto em grupos, apresentados num formato padrão encapsulado denominado Dual In-line Package (DIP, ou pacote duplo em linha). O conjunto, na sua totalidade, também pode ser referenciado por chave DIP, em português do Brasil. Este tipo de interruptor foi projetado para ser usado em placas de circuito impresso junto com outros componentes eletrónicos e é comumente usado para personalizar o comportamento de dispositivos eletrónicos em determinadas situações.  Utilizaram-se massivamente em antigas placas ISA PC para selecionar IRQs e endereços de memória.
Interruptores DIP são geralmente comercializadas em grupos de sete ou oito interruptores. Sete interruptores podem ser utilizados para representar caracteres ASCII, oferendo até 128 combinações totais, enquanto oito interruptores é o tamanho de um byte de computador (8 bits), e possui um total de 256 combinações.
Tais interruptores são uma alternativa aos jumpers. As suas principais vantages são a sua facilidade e rapidez em mudar de estado e a ausência de partes móveis que podem-se perder (jumpers requerem a remoção ou inserção de ligações metálicas. No entanto, jumpers são mais utilizados que interruptores DIP devido a seu custo reduzido.
Frequentemente, utilizaram-se interruptores DIP nos jogos de arcade dos anos 80 e início dos 90 para armazenar configurações, antes do advento da memória viva alimentada a bateria, alternativa mais barata e eficiente. Foram também muito utilizados para armazenar códigos de segurança em portões automáticos e outros aparelhos de radiocontrolo. Este sistema, que utilizava até doze interruptores agrupados, era utilizado para evitar interferências de outros controlos remotos na vizinhança.  Atualmente, estes sistemas utilizam um método mais eficiente de segurança, baseado em sequências de códigos pseudo-aleatórios.